# Nagrada Black Reel Awards za najbolji filmski plakat
Nagrada Black Reel Awards za najbolji filmski plakat dodjeljivala se samo tri puta: 2001., 2002. i 2003. za najbolji filmski plakat.

## Dobitnici/Nominirani
| Godina | Dobitnik          | Nominirani                          | Izvor |
| ------ | ----------------- | ----------------------------------- | ----- |
| 2003.  | Blade 2           | - Standing in the Shadows of Motown | [ 1 ] |
| 2002.  | Dan obuke         | - The Brothers                      | [ 2 ] |
| 2001.  | Love & Basketball | - Bamboozled                        | [ 3 ] |